# Groa

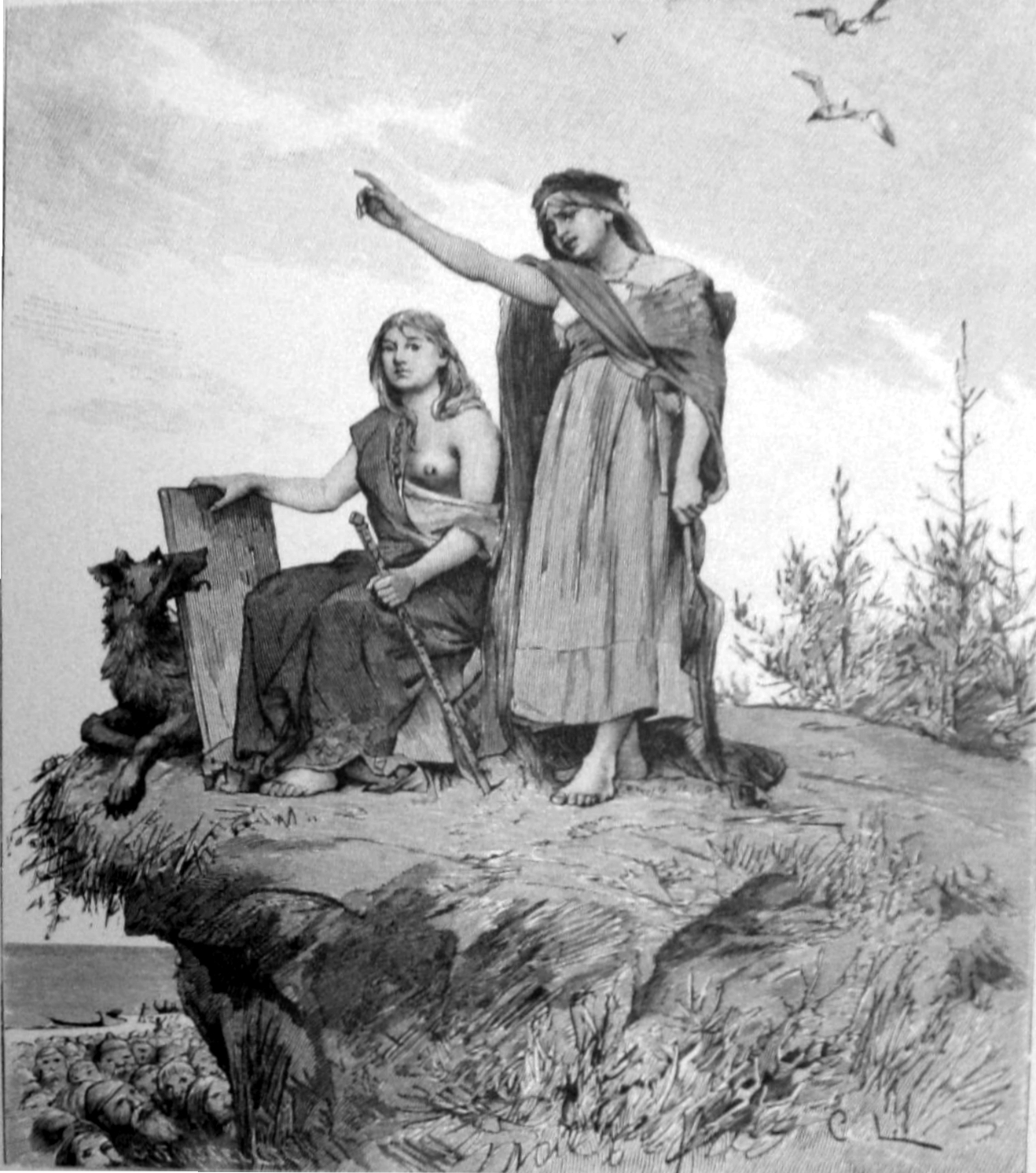
Groa och Heid

Groa (Gróa) var i nordisk mytologi en völva som var gift med Aurvandil den djärve. Snorre Sturlasson berättar, att när Tor gick holmgång mot jätten Hrungner, som han slog ihjäl med sin hammare, så träffades han själv av en brynstensskärva som borrade sig in i skallen på honom. Då uppsöktes han av völvan Groa. Hon gol galdrar över honom till dess att brynstenen lossnade. När Tor märkte att stenen var på väg ut, ville han löna Groa för hennes konst och berättade då den goda nyheten att Aurvandil, som hon trott vara död, fortfarande levde och snart skulle vara hemma igen. Men då blev Groa så glad att hon glömde bort sina galdrar, varför stenen fortfarande sitter kvar i Tors huvud. Därför gäller, enligt Snorre, följande regel för gott uppförande: Man bör aldrig kasta en brynsten på tvärs över golvet, för då rör sig flisan i Tors huvud.
Groa är också namnet på en död völva som omtalas i eddadikten Grógaldr (Groas trollsång). När hennes son Svipdag av sin onda styvmor tvingas ut på friarfärd till gudinnan Menglöd, väcker han upp den döda för att be henne gala galdrar som kan skydda honom på resan.
Viktor Rydberg trodde att dessa båda völvor var en och samma person, som han med ledning av namnet tolkade som en fruktbarhets- eller växtlighetsdis. Men namnet Groa är inte så gammalt att en sådan tolkning är rimlig. Etymologiskt kommer namnet troligen från det norröna verbet gróa (gro, växa), men att det i eddorna har kommit att bli ett völvenamn kan bero på påverkan från det keltiska namnet Groach (eller Gruach), som dels betyder "kvinna" (i synnerhet "gammal kvinna"), dels "spåkvinna" eller "häxa". På nordisk botten har detta häxnamn associerats med det inhemska gróa och så kommit att knytas till den goda völvan, helbrägdagörerskan – hon som använder livsbefrämjande och botande trolldom. Aurvandils hustru Groa, liksom Svipdags mor med samma namn, nämns ju uttryckligen som goda völvor.
En annan völva med namnet Groa finns i Vatnsdæla saga, kapitel 36, och en är nämnd i  Göngu-Hrólfs saga. För övrigt tycks namnet Groa ha varit populärt på vikingatiden. Tio personer med detta namn omtalas i Landnámabók, men om någon av dessa också varit völva får vi inte veta.